# Chelsea boot
Pour les articles homonymes, voir Chelsea et Chelsea Boots.

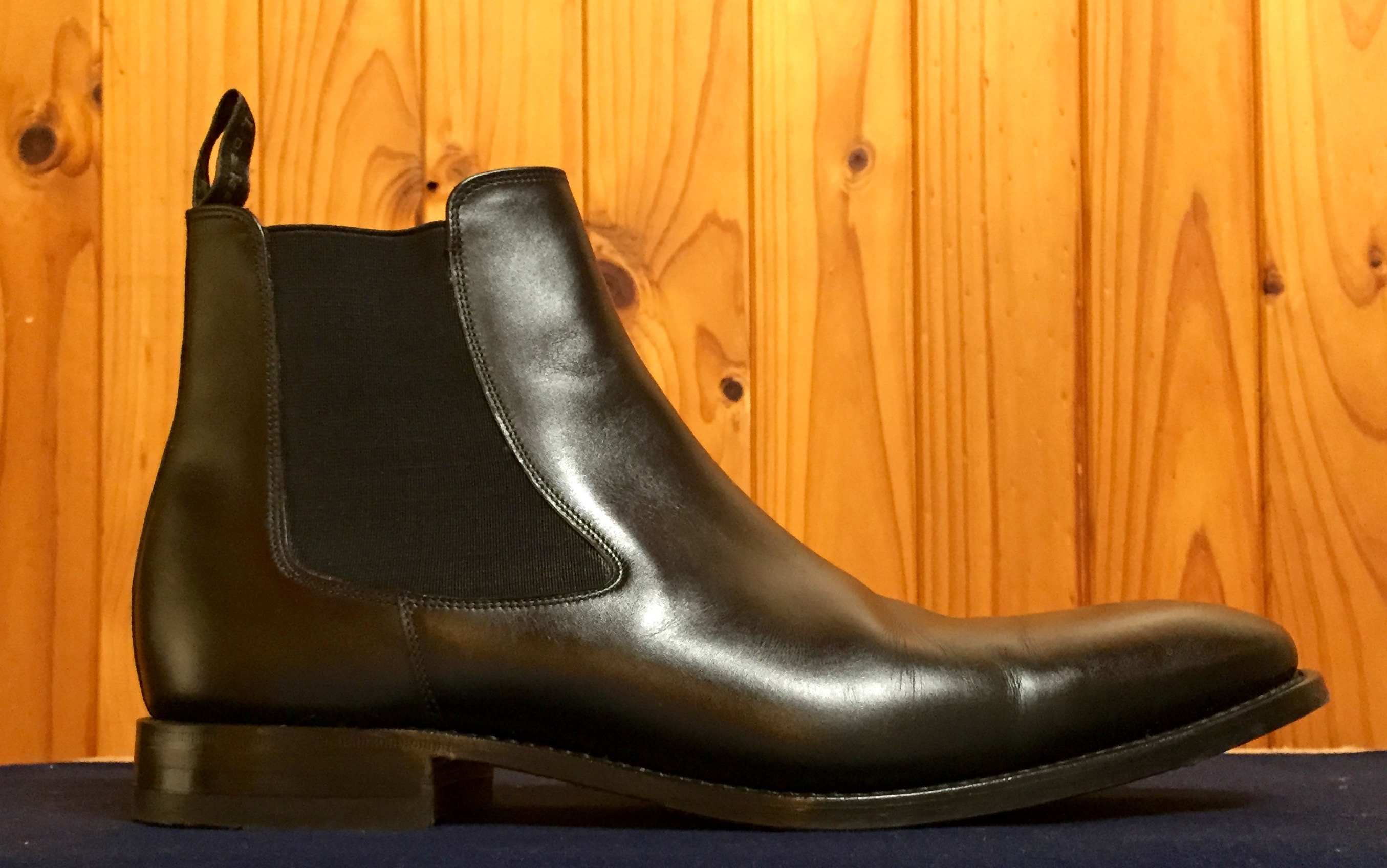
Chelsea boots classiques en cuir noir.

Le bottillon Chelsea, ou Chelsea boot, est un bottillon ajusté à la cheville par des bandes élastiques. Il comporte généralement une boucle ou une languette en tissu à l'arrière de la chaussure, permettant de tirer la chaussure.
Le bottillon Chelsea et certaines de ses variantes sont considérés comme un élément emblématique des années 1960 en Angleterre, en particulier la scène mod.

## Historique
Attribué au bottier de la reine Victoria, Joseph Sparkes Hall, le bottillon remonte à l'époque victorienne, où il était porté par les hommes et les femmes.
J. Sparkes-Hall a déclaré que la reine Victoria « marchait tous les jours et a ainsi donné la preuve la plus solide de la valeur qu'elle attachait à l'invention ». Dans sa publicité de l'époque, il fait référence à ce bottillon comme la chaussure de cheville élastique brevetée de J. Sparkes-Hall. Le bottillon est devenu populaire pour l'équitation et la marche.
Le développement du caoutchouc vulcanisé par Charles Goodyear a permis l'invention de bottes élastiques. L'avantage de telles bottes est qu'elles peuvent être facilement enlevées et enfilées. À la fin des années 1840, la mode commence à s'imposer. Cela est devenu un style important en Occident jusqu'au début de la Première Guerre mondiale.
Dans les années 1950 et 60, le bottillon est devenu populaire en Angleterre. Porté par de nombreuses personnalités du Swinging London de King's Road (une rue de Chelsea et Fulham dans l'ouest de Londres) — des Rolling Stones à Jean Shrimpton — il a pris le nom de Chelsea.
Les Beatles, apparus ici en 1963, ont contribué à populariser le bottillon Chelsea.

## Variations et similitudes

### Bottes Beatles
Le fabricant de chaussures de ballet et de théâtre Anello & Davide a créé une variante du bottillon Chelsea en 1961 avec des talons cubains et des fers de lance pour les Beatles, après que John Lennon et Paul McCartney ont vu certains des bottillons Chelsea dans son[Qui ?] magasin et mis quatre paires avec des talons cubains plus hauts. - Ce style est connu sous le nom de bottes Beatle.
Les bottes Beatle, comme le bottillon Chelsea, sont souvent utilisées et portées par les mods avec les bons costumes[Quoi ?].

### Autres variations
Les vêtements de travail australiens sont une variante du bottillon Chelsea[pas clair].
Des variantes et des types de bottes similaires incluent un type résistant à la conduite appelé support Jodhpur ainsi que des types de conception de protection au travail, y compris les mêmes vêtements de travail australiens que ceux produits. par Blundstone et autres: ces bottes peuvent avoir des orteils en acier.[Quoi ?]
Au Brésil, ce type de chaussure, souvent robuste et de mauvaise qualité, associé aux habitants des zones rurales et aux ouvriers du bâtiment, est bon marché à l'achat, souvent appelé Botinhas Catitó. 